# Daïra de Rouïba
La daïra de Rouïba est une daïra de la wilaya d'Alger dont le chef-lieu est la ville éponyme de Rouïba. 

## Localisation
La Daïra de Rouïba est une Daïra de la wilaya d'Alger (Circonscription administrative) située dans la banlieue Est.

## Walis délégués
Le poste de wali délégué de la wilaya déléguée de Rouiba a été occupé par plusieurs personnalités politiques nationales depuis sa création.
| N° | Wali délégué               | Début             | Fin               |
| -- | -------------------------- | ----------------- | ----------------- |
| 01 | Hamouda Direm              | 2 août 1997       | 13 août 2000      |
| 02 | Mohamed Seghir Benlahrèche | 13 août 2000      | 11 août 2005      |
| 03 | Abdelmalek Aboubeker       | 11 août 2005      | 30 septembre 2010 |
| 04 | Kamel Beldjoud             | 30 septembre 2010 |                   |
| 05 |                            | 24 octobre 2013   |                   |
| 06 | Mohamed Abdenour Rabehi    | 22 juillet 2015   |                   |
| 07 | Ahmed Zerrouki             |                   | 7 avril 2021      |
| 08 | Merouane Boulessan         | 7 avril 2021      | 6 septembre 2023  |
| 09 | Djilali Yahmi              | 6 septembre 2023  | en cours          |

## Communes
La daïra de Rouiba est constituée de trois communes : 
1. Rouiba
2. Reghaia
3. Harraoua

## Centre cynégétique
Cette daïra côtière abrite le centre cynégétique de Réghaïa qui collabore étroitement avec le centre cynégétique de Zéralda.

## Centre National de Baguage
Cette daïra côtière abrite le Centre national de baguage (CNB).